# Vápenná (góra)
Vápenná (Roštún) – trzeci pod względem wysokości szczyt w Małych Karpatach, w wąskim grzbiecie utworzonym z wapieni i dolomitów. Znajduje się między wsiami (obcami) Sološnica i Plavecké Podhradie.

## Turystyka

### Szlaki turystyczne
- zielonym szlakiem z Sološnicy
- żółtym szlakiem z Plaveckiego Podhradia
- Szlakiem Generała Štefánika z Zárubów

### Wieża widokowa
Na szczycie znajduje się żelbetowa wieża widokowa wysokości 4 m w formie obelisku ze stalową platformą i drabiną, wybudowana w 2003.
Z wieży widokowej jest piękny widok na Pezinské Karpaty, Nizinę Borską, Pogórze Naddunajskie, Trybecz i Góry Inowieckie.

### Ochrona przyrody
Szczyt znajduje się na terenie narodowego rezerwatu przyrody Roštún, gdzie obowiązuje 5. stopień ochrony.

## Galeria

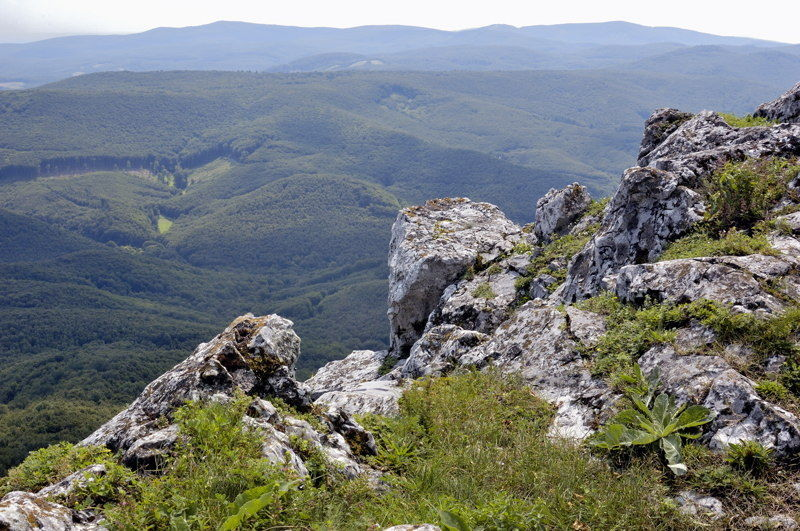